# Bingöl (provincie)
Bingöl (Zazaki: Çolig, Koerdisch: Çewlik) is een provincie in Turkije. De provincie is 8125 km² groot en heeft 251.552 inwoners (2007). Deze provincie ligt in het oosten van het land en werd in 1946 gecreëerd uit delen van Elazığ en Erzincan. Tot 1950 stond de provincie als Çapakçur bekend. De hoofdstad is het gelijknamige Bingöl.

## Bevolking
Op 31 december 2019 telde de provincie Bingöl 279.812 inwoners. De provincie heeft een gemengde bevolking met Koerden, Turken, Zaza, Lazen en Tsjerkessen. De urbanisatiegraad steeg van 14% in 1965 naar 60% in 2015.
| Bevolking | - | 70.184 | 97.328 | 131.364 | 177.951 | 228.702 | 250.966 | 253.739 | 255.170 | 279.812 |

In 2017 bedroeg het vruchtbaarheidscijfer 2,37 kinderen per vrouw, een drastische daling vergeleken met 3,56 kinderen per vrouw in 2000. Eind 2019 bestond 26,45% van de bevolking uit kinderen tot de leeftijd van 15 jaar, terwijl 6,91% uit 65-plussers bestond. 

## Religie
In de provincie wonen zowel soennieten als alevieten. Ongeveer 155 van de 388 stadsgemeenten en dorpen hebben een alevitische bevolking.

## Bestuurlijke indeling

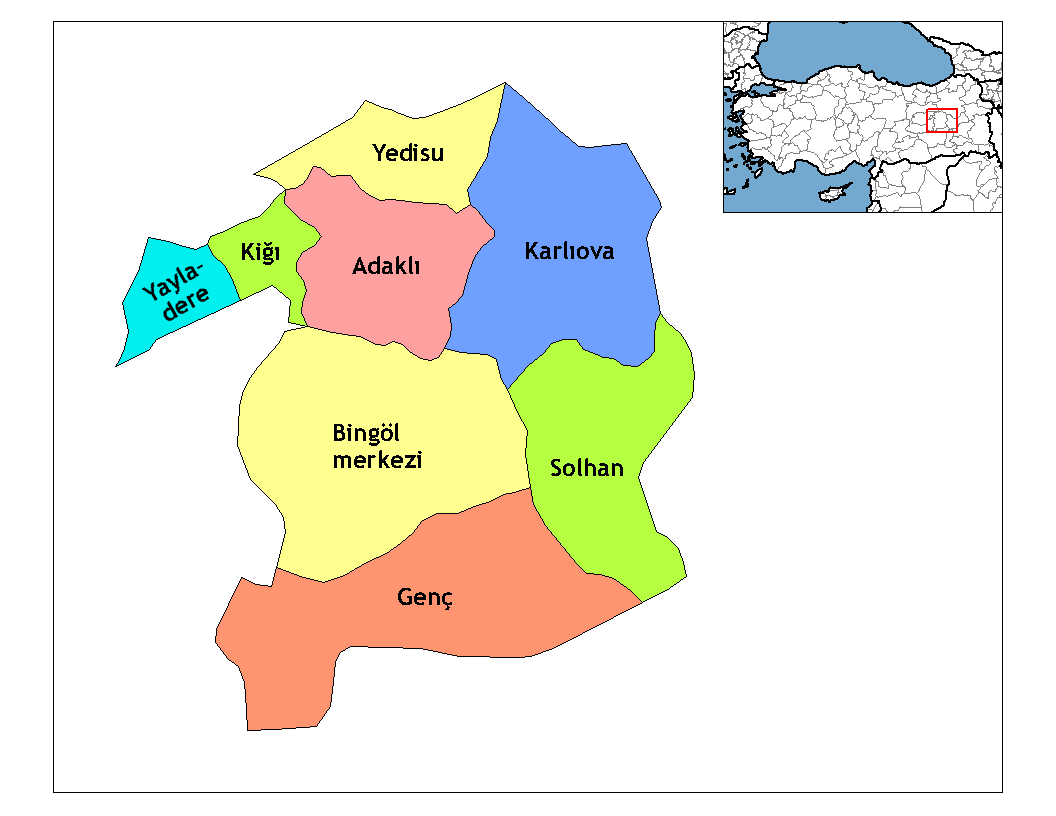
Districten van Bingöl

### Districten
De provincie bestaat uit de volgende acht districten:
| - Adaklı - Bingöl - Genç - Karlıova | - Kiğı - Solhan - Yayladere - Yedisu |